# 三教会同
三教会同（さんきょうかいどう）は、1912年2月25日に、内務次官の床次竹二郎が主導して、神道（13人）、仏教（51人）、キリスト教（7人）の代表、計71人を華族会館に呼び、行われた会同。集まった代表を前に内務大臣の原敬が挨拶した。国家による宗教利用の頂点と位置づけられており、政教界の大問題となった。その契機は第2次西園寺内閣の内務次官床次竹二郎が幸徳事件後の社会情勢に打った手であるとされている。

## 神道
宗派神道（教派神道）十三派は、キリスト教や仏教と同一視されるのは反対という意見が強く、当初は積極的な協力姿勢を示さなかった。だが、1912年1月23日で行われた神道懇話会の臨時総会から、わずか数日後の1月27日の神道十三派の代表者会合では意見が一致し、三教会同への出席が決まっている。
この会合への出席となるに至ったのは、1906年に第一次西園寺内閣が発した神社合祀政策により、約20万社あった神社は約半数に激減するという事態が生じていた。こうした神社制度の整備で国家の祭祀としての体裁を法制度上は整えられるようになったのであるが、実際には府県社以下神社のいわゆる民社の維持は困難で、他宗教と変わらない宗教的活動をして神社維持を図らなければ存続できない状態にあった。
よって、教派神道は参加するに至ったが、神社神道は参加を拒んだためである。

## 仏教
政府当局の趣旨には賛成しつつも、反キリスト教感情や仏教のキリスト教に対する特権意識、祖先崇敬や神社崇拝の項目削除などから、仏教界の三教会同への反対機運は強かった。しかし、明治維新の際に明治政府が没収した寺領地の無償交付を期待する、曹洞宗、浄土宗、真言宗智山派、真言宗豊山派、日蓮宗が会同出席に協力したことが契機となり、後には政府当局者を越える熱量で会同に備えた。
これの前提となる議論が、1910年から1911年にかけて行われた幸徳事件直後の第27回帝國議会において、1911年3月10日に村松恒一郎らによって「危険思想防止策」に関する質問が出され、これに対して桂太郎首相、平田東助内相、小松原英太郎文相は1911年3月18日に
と答弁している。神仏二道と言い、キリスト教を加えていないことが注目される。

## キリスト教
キリスト教界では、日本メソヂスト教会の本多庸一、日本組合基督教会の宮川経輝、バプテストの千葉勇五郎、日本基督教会の井深梶之助、日本聖公会の元田作之進、カトリック教会の本城昌平、日本ハリストス正教会の石川喜三郎が出席。内村鑑三、柏木義円はこれに反対した。
日本におけるキリスト教会は、憲政史上初めて公的な塲で神道・仏教と対等に扱われたものとして歓迎する教派の人々もいたが、無教会派の人々を中心にして政府主導の宗教政策に乗ることは政教の癒着を来し宗教の主体性を失わせるものだという見解から批判的な人々もいた。
神社神道（内務省管理下の官幣神社）が招かれていないことについて、本多庸一だけが「何、或人は神道を宗教に入れていない？そりゃ不可んよ。あれだって一つの立派な宗教ぢゃないか」と述べ三教合同といわず将来神道も入れたらよいと述べ、問題を多少とも意識していたようである。

## 関連文献
- E.E.ケアンズ、『基督教全史』、いのちのことば社(聖書図書刊行会)、2016年。ISBN 978-4791200405
- 中村敏、『日本キリスト教宣教史』、いのちのことば社、2009年。ISBN 978-4264027430
- 土肥昭夫、『日本プロテスタント・キリスト教史』、新教出版社、1998年。ISBN  978-4400306528